# Seald
 (octobre 2024).
L'article doit être relu — et modifié si nécessaire — par des contributeurs indépendants pour apporter un regard critique aux contributions effectuées en violation des conditions d'utilisation de Wikipédia, tant sur la forme (notamment concernant le style encyclopédique, la proportionnalité) que sur le fond (la neutralité de point de vue, la qualité et l'indépendance des sources).
Seald est un SDK de chiffrement de bout-en-bout créé en 2016 par Timothée Rebours, Mehdi Kouhen, Dan Lousqui et Maxime Huber.
Ce SDK permet à des développeurs d’ajouter du chiffrement de bout-en-bout dans leur application. La solution a été certifiée par l’ANSSI au niveau CSPN en 2020.

## Histoire

### Fondation
Seald a été fondée en 2016 par Timothée Rebours, Mehdi Kouhen, Dan Lousqui et Maxime Huber à la suite de leur rencontre à l'Université de Berkeley.

### Projet France 2030
Le 6 avril 2023, les lauréats de l’appel à projets « Développement de suites bureautiques cloud de travail collaboratif » ont été annoncés, dont le consortium d'entreprises Seald, Wimi, XWiki, Watoo et Linagora.

### Certification
Seald a bénéficié d’un visa de sécurité (CSPN, Certification Sécurité de Premier Niveau), délivré par l’ANSSI, pour son produit « Seald-SDK, Goatee, version 2.1 ». Il a fallu plusieurs années à l’équipe technique de Seald pour préparer le SDK et obtenir ce visa de sécurité fin 2020, valable 3 ans, pour la version évaluée du produit.